# Valeur travail (idéologie)
Pour l’article homonyme, voir Valeur travail (économie).
L'expression valeur travail est examinée ici dans son sens moral : la valorisation du travail, pour lui-même ou ses vertus supposées. Il ne faut pas entendre ici ce que l'économie politique nomme valeur-travail. (Cf. les articles : valeur travail (économie) ; théorie de la valeur (marxisme)).
La valorisation du travail a une histoire, particulièrement marquée et polarisée par l'avènement du travail moderne, notamment sous la forme du travail salarié. Ainsi, Dominique Méda distingue au cours des trois derniers siècles trois étapes marquantes dans l'évolution historique de sa représentation :
1. Le XVIIIe siècle, période où le travail est valorisé comme facteur de production ;
2. Le XIXe siècle, période où le travail est consacré comme « l'essence de l'homme » ;
3. Le XXe siècle, période où le travail devient la clé de voûte du système de distribution des revenus, des droits et des protections[1].

La valorisation du travail – entendue comme valeur au sens large et non dans une perspective économique – mérite d'être resituée et analysée dans un contexte historique et social envisagé de façon longue. Les anthropologues (comme Marcel Mauss) et historiens (comme Karl Polanyi) notamment font valoir qu'en fonction du contexte historique, technique, politique et social, la valeur travail a occupé et occupe – dans toute société globale historiquement bien connue – un rôle fédérateur.
Et qu'elle a toujours été au service d'une cohérence sociétale. Ce qui se traduit par une conception organisée du vivre ensemble, par une assignation et une articulation des rôles sociaux, par la constitution de représentations idéologiques et de statuts d'individus ou de collectifs, pour lesquels leurs titulaires reçoivent « reconnaissance » voire de la « considération ».

## Historique de la valeur travail comme idéologie

### La valeur travail dans l'Antiquité
À côté de la classe de citoyens ou de guerriers, le monde antique comporte des agriculteurs, des artisans et des commerçants qui sont diversement considérés, ainsi que des esclaves en abondance.
La société athénienne se répartit entre Nobles (eupatrides), agriculteurs (géomores) et artisans (démiurges). Un gouffre se créant entre la richesse des Nobles et la pauvreté du peuple, Solon vers 600 av. J.-C. supprime l’esclavage pour dettes et affranchit ceux qui étaient tombés en servitude. Il donne également accès au Droit à n'importe quel citoyen. On attribue à Solon l'invention de l'aréopage.
Le Mésopotamien comme le Grec ne connaît pas la notion de travail. Pour lui existent surtout des travaux exécutés sur ordre ou à la suite d'une commande. Par ailleurs, l'homme aurait été créé pour réaliser les travaux que les dieux devaient jusque-là assurer eux-mêmes (Voir le mythe mésopotamien de la création dit d'Enki et Ninmah). La raison métaphysique de l'homme serait dans le travail, plus particulièrement dans la « corvée » destinée à satisfaire le travail des dieux. Les activités sont classées dans diverses catégories sans que la notion générale de travail s’impose. Les Grecs distinguent deux grands groupes de tâches, l’une désignée par le terme ponos qui regroupe les activités pénibles, exigeant un effort et un contact avec la matière, considérées comme dégradantes. Les autres, identifiées comme ergon (œuvre), sont associées à des arts, tous particuliers, ne pouvant faire l’objet d’une commune mesure : le travail. L’idéal grec se trouve au contraire dans le digne loisir qui permet l’entretien du corps (gymnastique) et de l’esprit (science comme contemplation du vrai), et surtout la participation aux affaires de la Cité. De cette conception dérive l’usage fréquent des esclaves dont la valeur n’est pas estimée en termes de travail mais d’utilité. Ainsi, selon Karl Popper, Platon considère que « les travailleurs, marchands et autres, font partie de cette tourbe dont l'unique fonction est de pourvoir aux besoins matériels des gouvernants ». La technique grecque (la Mèkané (μηχανή) qui n'a pas d'équivalent dans le monde romain, semble s'être arrêté avec les derniers représentants de l'école d'Alexandrie. La primauté de la science sur les techniques et le mépris du travail manuel et, par conséquent, de la technique, le fait d'une certaine aristocratie intellectuelle, sont invoqués comme cause.
L'artisan est à l’occasion mis sur pied d'égalité avec le guerrier. Vers 450 av. J.-C., à propos des programmes dispendieux de construction d'Athènes, incluant le Parthénon et l'Acropole, Plutarque, dans son ouvrage « Vies des hommes illustres » met dans la bouche de Périclès les mots qui suivent : « Ceux que leur âge et leurs forces rendent propres au service militaire reçoivent, sur le fonds commun, la paye qui leur est due. Quant à la multitude des ouvriers que leurs professions exemptent présentement du service militaire, j’ai voulu qu’elle ne restât point privée des mêmes avantages, mais sans y faire participer la paresse et l’oisiveté. Voilà pourquoi j’ai entrepris, dans l’intérêt du peuple, ces grandes constructions, ces travaux de tous genres, qui réclament tous les arts et toutes les industries, et qui les réclameront longtemps. Par ce moyen, la population sédentaire n’aura pas moins de droits à une part des deniers communs, que les citoyens qui courent les mers sur nos flottes, ou qui gardent nos places éloignées, ou qui font la guerre (…). Ainsi le travail distribue et répand au loin l’aisance, dans tous les âges et dans toutes les conditions »,.
L'étymologie habituelle du mot travail, qui viendrait du latin tripalium, un instrument de torture à trois pieux, nous renseigne sur la valeur attribuée au travail dans la Rome antique. Il semble toutefois avoir subi aussi l'influence du bas-latin trabicula, poutrelle, établi.
Née pour conquérir le monde, esprit pratique et administratif plutôt qu'artiste comme l'est la Grèce, Rome avait pour devise ces préceptes de Virgile :

« Romain, souviens-toi de commander au monde! Tes arts, les voici: Imposer la paix, pardonner aux vaincus et dompter les Superbes »

Rome, patricienne et guerrière, ne pouvait être favorable au développement de l'industrie.
Les classes ouvrières (la plèbe), organisées en collèges, étaient, depuis les premiers temps de Rome, méprisées et suspectes. Denys d'Halicarnasse affirme, en parlant des premiers temps de la république, qu'il n'était permis à aucun Romain de se faire marchand ou artisan. Plus tard, au milieu de la corruption de l'empire, Sénèque s'indignait encore qu'un écrivain eût osé attribuer aux philosophes l'invention des arts : « Elle appartient, s'écrie-t-il, aux plus vils des esclaves. La sagesse habite des lieux plus élevés: elle ne forme pas les mains au travail ; elle dirige les âmes... Encore une fois, elle ne fabrique pas des ustensiles pour les usages de la vie. Pourquoi lui assigner un rôle si humble ? ». Rome fut donc dans un premier temps une nation sans industrie et sans art. Sénèque loue les mérites de l'otium (loisir, temps de retraite et de repos) et le considère comme la caractéristique de l’homme vraiment libre, mais en ajoutant qu’il est bon de le consacrer à un rôle social ou politique dans la cité.
Rome eut, dès la plus haute antiquité, quelques collèges ou corporations ouvrières dont l'organisation semble avoir été contemporaine de ses premières institutions politiques et religieuses. Elles avaient leurs chefs, leurs assemblées, leurs règlements; elles pourvoyaient à leurs dépenses par des contributions volontaires, et, à certaines époques, les membres d'un même collège, unis sous le nom de sodales, se rassemblaient autour d'un autel commun. Les collèges avaient chacun leur divinité, leurs fêtes sacrées. Ils connurent un succès varié au cours du temps.
Par la suite de ses conquêtes, Rome s'enrichit du commerce. L'artisan doit alors affronter la concurrence des esclaves. À l'époque de la Deuxième Guerre servile vers -104, quatre cents esclaves sortaient armés de la maison d'un simple chevalier romain. Le plus grand nombre formait une classe d'ouvriers dont les propriétaires exploitaient le travail, vendaient les produits ou louaient même les services. Ils avaient sur les artisans libres deux avantages qui les firent préférer : ils étaient plus dociles, parce qu'on pouvait les instruire, les châtier et, jusqu'au siècle des Antonins, les mettre à mort à son gré ; leur main-d'œuvre revenait moins cher, parce que le maître ne leur devait et ne leur donnait souvent que la nourriture. Chacun composait sa maison selon ses goûts. Crassus qui faisait bâtir avait des ouvriers et des architectes. Ainsi les artisans esclaves se substituèrent aux artisans libres dans les villes et dans les champs.
Les artisans libres étaient donc pauvres, endettés, le Nexum romain pouvant s'apparenter à une forme d'esclavage.
La Gaule romaine avait aussi des artisans libres qui s'y étaient, comme à Rome, organisés en collèges. L'esclavage ne paraît pas avoir exercé sur eux une influence aussi funeste qu'en Italie, parce qu'en Gaule la population servile ne fut jamais aussi nombreuse. Les collèges y étaient, par conséquent, moins turbulents et moins méprisés, et les artisans, vivant dans leurs associations sous la loi romaine, sans être sous le coup de la réprobation qui les frappait à Rome, contribuèrent pour une large part à la grande prospérité du pays.

### Dans les religions

#### Le travail et Confucius
La pensée confucianiste voit le travail comme une chose secondaire. Lorsque, dans le Lunyu, le maître évoque sa vie, il tient les propos suivants : « À quinze ans, je résolus d’apprendre. À trente ans, j’étais debout dans la voie. À quarante ans, je n’éprouvais plus aucun doute. À cinquante ans, je connaissais le décret du Ciel. À soixante ans j’avais une oreille parfaitement accordée. À soixante-dix ans j’agissais selon les désirs de mon cœur, sans pour autant transgresser aucune règle ». » Cette phrase, outre le résumé de la vie de Confucius, définit également le canon de la vie d'un homme confucéen (le maître étant un exemple), la question de la « valeur travail » est très secondaire, par rapport aux questions du savoir, de la morale et de la société.
Plus tard, Mencius définira le travail comme simple activité humaine devant permettre à la société de subvenir à ses besoins. Le travail n'est pas présenté comme une valeur centrale, il est au service de la société. Il faut, selon Mencius, travailler le nécessaire, mais ne pas exploiter jusqu'à l'usure les ressources.
Ce sont en revanche les légistes, opposants radicaux et frontaux des confucéens à l'époque des royaumes combattants, et notamment le réformateur Shang Yang, qui donnent une importance cruciale au travail. Durant son gouvernement, il fut interdit à tout sujet du royaume de Qin de pratiquer toute activité autre qu'agricole et militaire (arts, commerce, oisiveté furent prohibés). Pour Jean Levi, le travail sous le règne des légistes est d'abord un instrument de domination pour s'assurer la docilité d'un peuple : « faciliter la surveillance de la population en empêchant sa mobilité, interdire la formation de puissances économiques qui pourraient s’ériger en rivales de l’État et annihiler les facultés intellectuelles des hommes ».

#### La valeur travail dans le christianisme
Dans la vie civile
À l'époque carolingienne, les clercs occidentaux distinguaient deux types de travail : le travail intellectuel (arts libéraux) et le travail physique (arts mécaniques). Au Xe siècle, Adalbéron de Laon décrit dans son Poème au roi Robert une société hiérarchisée dans laquelle « ceux qui travaillent » sont considérés comme inférieurs aux clercs et aux chevaliers. Les paysans doivent à leur seigneur un travail gratuit, la corvée, mais l'esclavage recule à la fin des temps carolingiens. À partir du début du XIe siècle, la scolastique réhabilite le travail. Les théologiens attribuent des valeurs contradictoires au travail. L'Église interdit le travail le dimanche, mais également les jours de fêtes, qui sont fort nombreux au Moyen Âge : vers 1350, un jour sur deux est férié.
Dans le prolongement de la Réforme protestante :
Selon Max Weber, le travail est un des fondements idéologiques du protestantisme. En effet dans son ouvrage L'éthique protestante et l'esprit du capitalisme (1905), l'auteur indique que Luther, moine défroqué et dès lors opposé au monachisme en tant que proposition de vivre la foi chrétienne hors du monde, affirme qu'il y a une dimension religieuse à l'exercice de tout métier dans le monde ordinaire ; cela se traduit notamment dans la Bible de Luther (première traduction en allemand de la Bible) par l'emploi inédit et inventif du mot Beruf (qui avait jusqu'à lui seulement le sens d' appel de Dieu ou vocation) pour traduire les mots de la Bible dont la traduction la plus naturellement en accord avec le contexte est en français rendue par le mot travail (qui n'a aucune connotation religieuse évidente). La polysémie du mot Beruf à partir de Luther (qui est parfois considéré comme l'inventeur de l'allemand moderne) est proche de celle du mot profession en français : métier , ou bien (plus rare) engagement dans la foi (profession de foi). Le choix lexical de Luther implique donc d'une sanctification du travail. La suite de l'ouvrage de Weber explique les avatars de cette valorisation religieuse du travail dans les églises calvinistes, et surtout puritaines. L'œuvre du pasteur puritain anglais Richard Baxter est notamment examinée ; on peut observer par exemple dans Le repos éternel du Chrétien que le mot travail (work) apparaît plus d'une fois par page), ainsi :

« (…) As-tu fait diligence, de peur d'arriver trop tard et de mourir avant que ton travail soit fait ? Tu peux dire par son travail si ton serviteur a flâné quoique tu ne l'aies pas vu ; tu peux faire de même en regardant ton propre travail. Ton amour du Christ, ta foi, ton zèle, et autres dévotions, sont-ils forts ou faibles ? Est-ce que tout est en ordre pour toi ? Es-tu prêt à mourir, si ce devait être aujourd'hui ? (…) Juge à cette aune, et il apparaîtra très vite si tu as été un bon travailleur ou un flâneur. (…) Mets-toi donc au travail, vite et avec tout ton sérieux, et bénit Dieu que tu aies encore le temps de le faire. (…) »

Le travail du chrétien selon ce passage représentatif de l'ouvrage entier est compris dans un sens étroitement religieux : il s'agit de mettre toute son énergie à vivre en conformité avec l'espérance de son salut pour la vie éternelle promise aux élus de Dieu. Cependant, Weber s'applique à montrer que la valorisation du travail dans ce sens spécifique va peu à peu se trouver étendue à toutes les activités de production de richesse, assimilées à leur tour dans la société puritaine à des œuvres pour Dieu. Se répand l'idée que le croyant doit manifester sa certitude d'être un élu à la vie éternelle en se consacrant à un travail (dans le monde) méthodique et accumulateur. Weber note pour finir la permanence de la valeur-travail dans les sociétés enracinées sur ces mouvements religieux (États-Unis, Pays-Bas…), quand bien même la foi a cessé de jouer un rôle moteur dans la promotion des valeurs qui les organisent.
Le travail a été aussi été une valeur chrétienne selon le pédagogue catholique saint Jean-Baptiste de la Salle et plus récemment saint Josémaria Escriva. Plus récemment, l'Église catholique a solennellement réaffirmé la valeur sanctificatrice du travail lors du concile Vatican II. La doctrine sociale de l'Église consacre elle aussi une grande partie de son enseignement aux rapports des hommes avec le travail.

### Sous l'Ancien Régime
La société d'Ancien Régime répartit la population française en trois ordres dont les fonctions sont hiérarchisées en dignité : le clergé, la noblesse et le Tiers État. Cette séparation repose sur une idéologie et une tradition, non sur un critère de mérite personnel. La noblesse s'occupe d'emplois dits nobles.
Charles Fourier en 1822 représente la civilisation en seize castes et sous castes dans lesquelles il ne trouve qu'une échelle ascendante de haine et une échelle descendante de mépris. « La noblesse de cour méprise la non présentée ; la noblesse d'épée méprise celle de robe : les seigneurs à clocher méprisent les gentillâtres tous les parvenus anoblis qui ne sont que de 1er degré et qui dédaignent les castes bourgeoises. Dans la bourgeoisie nous trouverions en 1ère sous castes n°5 la haute banque et la haute finance méprisées des nobles mais s'en consolant avec le coffre fort, méprisant le gros marchand n°6 et le bon propriétaire. Ceux-ci tout fiers de leur rang d'éligibles méprisent la sous caste n°7 qui n'a que rang d'électeur elle s'en dédommage en méprisant la sous-caste 8 les savants, les gens de loi et autres vivant de traitements ou casuels ou petits domaines qui ne leur donnent pas l'entrée au corps électoral: enfin la classe 9, la basse bourgeoisie, petit marchand, petit campagnard, méprisée de la 8e serait bien offensée si on la comprenait dans le peuple dont elle méprise les trois sous castes et dont elle se pique d'éviter les manières. Il règne entre toutes ces castes des haines régulières c'est-à-dire que la 9e hait la 8e autant que la 8e hait la 7e quoique chacune recherche la fréquentation du degré supérieur par ambition et non par amitié ».
La renaissance carolingienne, première période de renouveau culturel majeur au Moyen Âge fait la promotion des arts libéraux.
Au Moyen Âge et jusqu'à la Révolution française, la corporation devient le mode d'organisation de la plupart des professions. Les corporations sont des associations de personnes exerçant le même métier, qui réglementent à l’échelle de chaque ville, la profession. Le chantier des cathédrales met en valeur une distinction entre métiers qui va s’accentuant. Mis à part le cas particulier de l'architecte et de l'appareilleur, une véritable supériorité est accordée aux maçons, tailleurs de pierre, charpentiers, et, à un autre degré, aux métiers du fer et du feu : les serruriers et les verriers. Pour Eugène Viollet-le-Duc vers 1860, l'ouvrier était libre, c'est-à-dire qu'il pouvait faire plus ou moins de travail, se faire embaucher ou se retirer du chantier. Mais vers le milieu du XIIIe siècle, lorsque les règlements d'Étienne Boileau furent mis en vigueur, ce mode de travail dut être modifié. « Les ouvriers durent d’abord se soumettre aux statuts de la corporation dont ils faisaient partie ; le salaire fut réglé par les maîtrises, et chaque affilié ne pouvant avoir qu’un, deux ou trois apprentis sous ses ordres, devenait ainsi, vis à vis le maître de l’œuvre, ce que nous appelons aujourd’hui le compagnon, ayant avec lui un ou plusieurs garçons. ». D'abord clandestin, le Tour de France du compagnonnage s'affirmera de plus en plus comme une voie de promotion professionnelle et sociale distincte. Les premiers ouvriers itinérants posent les fondations du compagnonnage désireux de s'émanciper des corporations et confréries. La société médiévale voit émerger les premiers bénévoles. Les moyens ordinaires de l'art et de l'industrie n'auraient jamais suffi pour exécuter les cathédrales : la foi y suppléait. Les populations ne s'intéressaient à aucune chose autant qu'à la construction de leur église ; « tous les âges et tous les sexes concouraient avec la même ardeur, de leur argent ou de leurs bras, à l'œuvre commune. Chartres fut, dans l'ouest de la France, la première ville dont la cathédrale ait été construite ainsi par le zèle spontané des fidèles ».
En Italie dès le XIIe siècle la noblesse est renversée, son principe de société tombe avec elle. La loi ne demande pas à l'Italien ce qu'il possède mais ce qu'il fait. « Tel se trouva occuper encore de vastes domaines qui ne fut plus rien dans le monde, c'est le travail qui fit le citoyen non plus la propriété morte. Quiconque n'était pas inscrit sur le livre public, dans un des métiers reconnus était un membre inutile ou nuisible et comme tel retranché du corps de l’État ou plutôt il était censé n'en avoir jamais fait partie. » Le noble qui veut rester citoyen doit prendre ou afficher un métier et l'aristocratie terrienne passe sous le joug de l'industrie. Cette révolution établit ainsi dès le XIIe siècle la société italienne sur un principe que l'Europe est loin d'avoir atteint au XIXe siècle.

### La révolution industrielle
La nuit du 4 août 1789, l'Assemblée nationale en France proclame la suppression des privilèges. Le 17 mars 1791, le Décret d'Allarde supprime les corporations et proclame ainsi le principe de liberté de commerce et d'industrie. La révolution industrielle se caractérise par le passage d'une société à dominante agricole et artisanale à une société commerciale et industrielle dont les valeurs sont rationalistes. Un modèle de société se développe alors sur le modèle de la croissance. Croissance démographique, croissance des moyens de production, croissance de la consommation matière première (houille et minerai de fer en premier), croissance des moyens de communication, ainsi qu'un goût de l'exploit qui s'exprime à partir de 1851 dans les Expositions universelles, dans la promptitude à s'armer et à faire les guerres, et dans sa volonté d’assujettir le monde.

#### La mécanisation
Dans les mines, vers 1850, la difficulté de trouver des hercheurs (ouvrier qui a la charge pénible de faire circuler les wagons chargés de minerai) en assez grand nombre, détermine les exploitants du nord de la France et de la Belgique à employer les chevaux pour tous les roulages importants, ceci avant la mécanisation.
Avec les progrès de la métallurgie, l'époque se passionne pour les machines, servie par une nouvelle catégorie d'intellectuel, les ingénieurs. La mécanisation n'est que le moyen d'automatiser des tâches répétitives. Le gain de temps est remarquable mais la rentabilité n'est pas toujours au rendez-vous. La brutalité des moissonneuses lieuses par exemple, comparée à la dextérité du travail réalisé par la main de l'homme, occasionne des pertes de matière qui seront dans un premier temps de l'ordre de 60 % à 70 %, ramené par la suite à 20 % par l'amélioration des machines. Comparativement au travail à la main du mineur, où chaque coup choisit le point d'attaque de la roche le plus approprié, le travail de la machine est extrêmement dispendieux en énergie
La machine est docile et permet d'envisager les travaux de grande envergure : là où le personnel avait fait défaut pour le canal de Suez, à cause des conditions extrêmes de température, pour le Canal de Panama, le travail sera réalisé par les premières pelles à vapeur.
Les premières usines où le travail est mécanisé sont construites, dans le but d'organiser des machines : l'ouvrier, lui devient un employé. La production s'y fait en série et en continu. Une nouvelle organisation du travail s'y opère, qui n'est plus liée aux cycles du jour et de la nuit depuis que les ateliers sont éclairés au gaz d'éclairage. Le développement des moyens de transport, et surtout du chemin de fer, fait communiquer des régions et des pays qui doivent soudain harmoniser leurs horaires. Le tic-tac des horloges donne le rythme et trouve un écho dans le tic-tac des machines : désormais le temps de l'ouvrier se calque sur le rythme de l'usine.

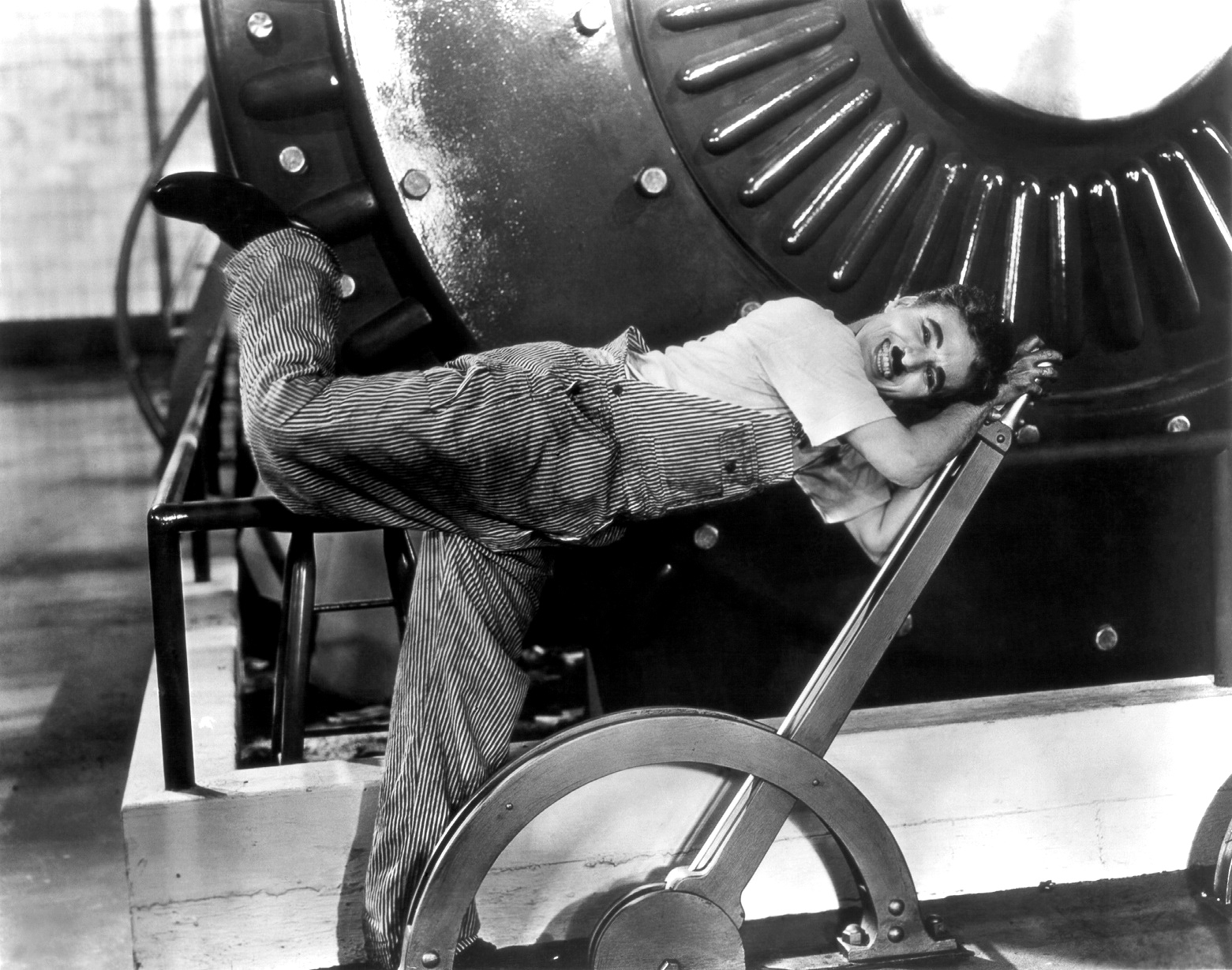
Charlie Chaplin, Les Temps modernes.

En 1876, Zola décrit dans L'Assommoir l’impasse sociale dans laquelle certains ouvriers se trouvent.
L'homme peut apparaître de plus en plus comme le simple rouage d'une machine plus complexe, ce qui est exprimé en 1936 par le film de Charlie Chaplin, Les Temps modernes.
La richesse s’accumule dans les pays industrialisés et est redistribuée de manière disparate selon les pays, permettant l’émergence d'une classe moyenne.
Les travaux pénibles des mines, de la construction et de l'industrie en France, en Belgique et en Allemagne sont, à partir de 1880, réalisés notamment par une main d’œuvre immigrée venant de l'Italie du Nord.
Du secteur primaire au secteur secondaire, du secteur secondaire au secteur tertiaire, le travail se déplace vers des tâches de service selon la Loi des trois secteurs définie par Allan Fisher, Colin Clark et Jean Fourastié.
Les ordinateurs placés en réseau gèrent les gens et les machines. L'économie tout entière se dématérialise. L'informatique est le dernier avatar de la révolution industrielle.

#### Mutations technologiques
À l'instar de beaucoup de pays qui ne se sont pas développés industriellement, en France, jusqu'au XVIIe siècle, 80 % de la population vit à la campagne (soit 16 millions de personnes) principalement de l'agriculture. Le déclin s'amorce avec la révolution industrielle et surtout à partir du XIXe siècle. En 1968, seulement 15 % de la population vit de l'agriculture. L'exode rural en France se termine en 1975 après le remembrement de 1965. La baisse de population peut entraîner la disparition progressive des services et de l’artisanat.

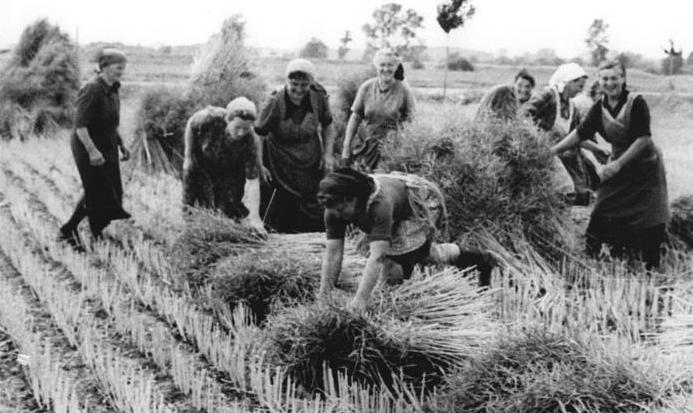
Fenaison, Allemagne, 1956

Suit une concentration des exploitations et le machinisme agricole. La balle succède au ballot qui succède à la botte de paille ou de foins cueillie à la main et son cortège de coutumes et traditions.
Dans les mutations technologiques qui se sont profilées surtout à partir du XIXe siècle, peu des métiers traditionnels artisanaux qui s'étaient constitués au Moyen Âge ont résisté. La double révolution de l'acier et du béton de ciment par exemple, amène à l'abandon de la pierre comme matériau statique et modifie les usages et la répartition des tâches en construction. Les métiers de forgeron ou de serrurier, disparaissent, absorbés par les forges et les ateliers des usines sidérurgiques. Les machines-outils modifient fondamentalement le travail de tout autre artisan.

### L'invention du travail au sens moderne
En 1847, Karl Marx écrit dans le Manifeste du Parti communiste : « L'histoire de toute société jusqu'à nos jours est l'histoire de luttes de classes ».

#### AuXVIIIesiècle
La notion moderne de travail est contemporaine de la Révolution industrielle et du moment où l'économie fait son apparition en tant que science. En 1764, dans sa Recherches sur la nature et les causes de la richesse des nations, Adam Smith définit le travail comme « ce qui crée de la richesse ». Tout en restant synonyme de peine et d'effort, le travail n'est pas "valorisé" de façon explicite, pas plus que chez ses contemporains.
Jacques Ellul s'efforce de démontrer que c'est au fil du temps et de façon implicite que le travail est élevé au rang de valeur. Selon lui, la valeur-travail est une invention de la bourgeoisie qui, plusieurs siècles après s'être emparée du pouvoir économique (Renaissance), s'est emparée du pouvoir politique (Révolutions américaine et française), le second étant implicitement chargé de légitimer (ou "justifier") le premier. Comme l'aristocrate, le bourgeois fait travailler les autres mais, contrairement à lui, il travaille lui-même et proclame que le travail est une valeur par le fait qu'il permet d'accéder au bonheur (mot étant compris au sens de "bien-être matériel") : pour être heureux, jouir de l'existence, il faut consommer. Et pour consommer, il faut produire, "travailler". Le travail est une valeur au sens où il est "le prix du bonheur".

#### AuXIXesiècle
Au début du siècle, le travail est peu à peu identifié à une activité émancipatrice, "l'essence de l'Homme". À la fin du siècle, l'idée du travail comme valeur est ancrée chez les réformistes comme chez les libéraux mais d'une autre façon. L'État constitue pour eux l'instance chargée de généraliser le salariat et d'en faire le canal par lequel les droits, les protections et les revenus se mettent en place. Chez Marx et Engels, au contraire:

« Chez les prolétaires, au contraire, leurs conditions de vie propre, le travail et, de ce fait, toutes les conditions d'existence de la société actuelle, sont devenues pour eux quelque chose de contingent, sur quoi les prolétaires isolés ne possèdent aucun contrôle et sur quoi aucune organisation sociale ne peut leur en donner. La contradiction entre la personnalité du prolétaire en particulier, et les conditions de vie qui lui sont imposées, c'est-à-dire le travail, lui apparaît à lui-même, d'autant plus qu'il a déjà été sacrifié dès sa prime jeunesse et qu'il n'aura jamais la chance d'arriver dans le cadre de sa classe aux conditions qui le feraient passer dans une autre classe. Donc, tandis que les serfs fugitifs ne voulaient que développer librement leurs conditions d'existence déjà établies et les faire valoir, mais ne parvenaient en dernière instance qu'au travail libre, les prolétaires, eux, doivent, s'ils veulent s'affirmer en valeur en tant que personne, abolir leur propre condition d'existence antérieure, laquelle est, en même temps, celle de toute la société jusqu'à nos jours, je veux dire, abolir le travail ».

 (Italique et gras ajoutés)
Chez Marx et Engels, le travail n'est donc pas directement assimilé à l'activité productive, désignée sous le terme plus générique de "sphère d'activité" dans l'Idéologie allemande. Quant à la "valeur travail", elle n'est jamais appréhendée sous un angle moral par Marx, mais uniquement économique pour être rejetée: pour Marx, c'est la force de travail qui a une valeur (économique), et non le travail lui-même.
Toutefois, Jacques Ellul soutient que Marx "croit" à la valeur-travail mais non à la capacité de la promouvoir par la médiation de l'État, comme ce sera le cas des marxistes. C'est pourquoi, dès les années 1930, il identifie le communisme à un capitalisme d'État : en érigeant à son tour le travail au rang de valeur, l'État, tout comme le patron bourgeois, élève le productivisme au rang d'objectif sociétal suprême. Et c'est précisément pour parvenir à faire imposer les contraintes du travail que l'État développe le salariat. Le rapport salarial étant ce par quoi transitent les revenus, les droits et les protections, l'État — en développant le salariat — se présente comme le garant du plein emploi, d'où la formule "État providence"). Mais de la sorte, il dépossède le travailleur du sens de l'initiative et de la responsabilité et, ce faisant, il continue de l'aliéner.
C'est pourquoi les anarchistes identifient le travail salarié à quelque chose qu'il faut abolir. Tout aussi radical, Paul Lafargue - gendre de Marx - fait paraitre en 1880 un pamphlet, « Le Droit à la Paresse », où il déplore que les ouvriers se soient avilis en 1848, en proclamant comme « principe révolutionnaire le droit au travail » et poussé l'inconscience jusqu'à le réclamer « les armes à la main ».

#### AuXXesiècle

##### Le travail en tant qu'idéologie explicite
En 1935 en URSS, le stakhanovisme était une campagne de propagande soviétique faisant l'apologie d'un travailleur très productif et dévoué à son travail. Pendant la Seconde Guerre mondiale, le régime nazi reprend le thème du travail libérateur et positif, par opposition à la vieille image allemande antisémite du juif, usurier inactif et parasite, profitant du travail des autres. Le slogan Arbeit macht frei (« Le travail rend libre »), repris de Hegel, sera même apposé à l'entrée des camps d'extermination. Le régime de Vichy, imitant l'Allemagne nazie et voulant tourner le dos aux conceptions du Front populaire (semaines des 40 heures, congés payés, etc.), où il voit la source de la défaite, reprend la glorification du travail. Une nouvelle devise nationale voit le jour en 1941 dans le cadre de la Révolution nationale voulue par le maréchal Philippe Pétain : Travail, Famille, Patrie. Le droit de grève est supprimé, de même que l'activité syndicale. Les syndicats sont remplacés par des corporations contrôlées par l'État. Le retour à la terre est encouragé. Le travail des femmes, en revanche, est découragé : la politique nataliste du régime veut qu'elles soient des mères, pas des travailleuses : la division sexuelle du travail est officiellement légitimée.

##### Le travail en tant qu'idéologie implicite
L'après-guerre constitue la période de reconstruction de l'Europe. Le thème de la modernisation est vécu comme une nécessité, au point que la valeur-travail prend peu à peu le sens d'un dogme : le mot "croissance" sert de référence commune à toutes les sensibilités politiques. En 1954, Jacques Ellul avance la thèse que la technique s'impose désormais dans les consciences comme étant le prolongement naturel du travail dans la mesure où elle correspond à « la recherche du plus grand nombre d'individus de parvenir à l'efficacité maximale en toutes choses ». Reprenant les analyses de Karl Marx sur la division du travail en tant que résultante du machinisme et source d'aliénation, Ellul avance l'idée que, paradoxalement, l'idée de valeur-travail renvoie à une croyance, une idéologie non explicite ("allant de soi") mais ne peut que générer que du chômage et de la "souffrance au travail". Ivan Illich considère lui aussi que dès lors que les hommes peuvent se faire aider, voire remplacer, par des machines mais qu'ils continuent d'ériger le travail au rang de valeur, ils ne peuvent que vivre toujours plus un sentiment de dépossession et donc de souffrance. En 1967, dans Métamorphose du bourgeois, Ellul développe la thèse que "l'idéologie du travail" résulte de "l'idéologie du bonheur" (quête permanente du confort matériel maximal) mais que, la quête du confort matériel maximal constituant l'idéal humain le plus partagé, elle génère de facto "l'idéologie technicienne". Cette analyse est aujourd'hui reprise par les penseurs marxiens et un certain nombre de théoriciens de la décroissance.

##### De la valeur-travail à "la souffrance au travail" et "la fin du travail"
Pendant l'entre-deux-guerres, les activités de loisirs sont vécues comme une compensation nécessaire à l'aliénation produite par le travail et cela se concrétise dans les choix politiques, par exemple les congés payés institués en 1937 en France par le Front Populaire. Pendant les Trente Glorieuses, soit de la fin de la Seconde Guerre mondiale au Choc pétrolier, les pays dits "développés" connaissent une période de forte croissance. Les classes moyennes voient s'élever leur niveau de vie, les activités de loisirs se développent et la majorité des intellectuels de l'époque décrivent la société de consommation, consommation non seulement de produits mais de signes (Baudrillard). S'impose alors dans les consciences l'idée que le travail n'a pas de valeur émancipatrice mais qu'il est cependant nécessaire pour parvenir au bonheur. Il s'ensuit que la société se développe selon deux directions opposées. En 1966, dans son livre Dimanche et lundi, Bernard Charbonneau analyse cette antinomie de façon détaillée : cinq journées de corvées pour avoir droit à deux de tranquillité. En 1993, Ellul considère que l'opposition frontale entre travail et loisir conduit à faire de l'homme moderne un être "divisé", schizophrène. Selon lui, l'homme devient "entier" quand il équilibre le travail (nécessaire car réponse aux besoins vitaux) non pas par le loisir (lui-même générateur de travail et de nuisances écologiques ; cf. "les gadgets électroniques" qu'il faut renouveler sans cesse en raison de leur obsolescence intrinsèque) mais par la contemplation et le travail non productif et non rémunéré.
Au début des années 1970, la croissance économique garantit aux salariés une situation stable (plein emploi, niveau de salaire garanti, protection sociale) tandis que les conditions matérielles de vie s’améliorent (soins, logement, éducation, loisirs…). Durant la deuxième moitié du siècle, le développement de l'informatique et de la robotisation, plus encore que les luttes syndicales pour l'amélioration des conditions de travail, font que celui-ci tend à devenir de moins en moins physique et toujours plus intellectuel (Tertiarisation du travail), mutation à laquelle une grande partie de la population n'a pas été préparée. Par ailleurs, en raison du mouvement de financiarisation de l'économie et des politiques de dérégulation du travail et de délocalisations, le chômage de masse et la précarisation du travail se développent de façon exponentielle. Le « dogme » de la valeur travail a alors pour conséquence la souffrance physique et morale non seulement chez le chômeur et le précaire mais chez tout travailleur soumis à l'impératif d'efficacité et de profit.
Les termes révolution de l'information ou société post-industrielle décrivent les tendances économiques, sociales et technologiques au-delà de la révolution industrielle.

#### AuXXIesiècle
Les moyens techniques étant de plus en plus sophistiqués avec l'intelligence artificielle, la productivité ne cesse de croître sans pour autant nécessiter un surcroît de travail humain. Alors qu'au siècle précédent de plus en plus de distributeurs automatiques, de robots et d'ordinateurs se sont vus confier des tâches effectuées jusqu'alors par des humains (caissières de magasins hypermarchés, guichetiers de banque, emplois domestiques…), cette fois sont touchés à leur tour les emplois qualifiés (enseignement assisté par ordinateurs) et hyper qualifiés et à haute responsabilité (algotrading, projet de drones entièrement autonomes…).
En 1995, l'essayiste américain Jeremy Rifkin a prédit la « fin du travail » mais dans le même temps, la quasi-totalité des responsables politiques en appellent à « redonner une valeur nouvelle au travail », ce qui conduit l'ensemble de la société à une situation paroxystique à laquelle on donne généralement le nom de "crise" (crise économique, crise écologique…) mais qui n'en est pourtant pas une dans la mesure où elle est permanente.
L'anthropologue américain David Graeber théorise l'existence des bullshit jobs ("jobs à la con") ; cette notion est liée au questionnement du sens du travail dans les sociétés modernes.
En République Populaire de Chine, le modèle "996" (travailler de 9 heures du matin à 9 heures du soir, 6 jours par semaine), présent dans plusieurs grandes entreprises, se trouve fortement contesté, notamment par les plus jeunes.

### Emploi aujourd’hui
L'expression de valeur travail est souvent usitée dans les rapports politiques droite/gauche.
Ainsi s'exprime par exemple le parlementaire français Gilles Carrez (UMP) :
- « Le travail comme valeur fondatrice d'une droite moderne et populaire »
- « Le travail comme fondement de la politique économique du gouvernement »

La « valeur travail » serait une valeur des personnes qui pensent que « le travail est la condition du sens de la vie ». S'appuyant sur cette valeur, les aides sociales seront une idée plutôt déconsidérée, car elles pourraient permettre de vivre sans travailler. Ainsi les propos de Nicolas Sarkozy lorsque celui-ci affirme que « Le travail libère, c'est le chômage qui aliène »[réf. souhaitée].
Lors de la campagne présidentielle de 2017, Emmanuel Macron, ancien ministre durant le quinquennat de François Hollande, se revendique "candidat du travail".
À cette vision, s'opposerait une vision dite « de gauche », qui présenterait le travail comme un simple moyen de subsistance, voire une aliénation à abolir selon Karl Marx ou Lafargue. S'ensuivrait une moindre réticence à mettre en place des aides sociales, permettant aux personnes les plus pauvres de survivre, même en cas de contexte économique difficile. Selon Philippe Villemus, économiste, le travail a de la valeur (qui s'échange sur un marché : le marché du travail), mais n'est pas une valeur en soi (il n'est pas un besoin en soi, mais un moyen de satisfaire des besoins).

## Critique de la valeur travail
La notion de valeur travail, au sens moral ici retenu, est employée aussi bien par la gauche que par la droite pour mesurer la contribution de chaque individu à la société et ainsi déterminer son mérite et sa juste rémunération.
Cette vision est contestée par les libéraux qui considèrent que le marché rémunère spontanément ceux qui rendent service aux autres, c'est-à-dire que le marché est mécaniquement altruiste alors que la rémunération du travail en tant que tel revient à rémunérer la force ou le mérite indépendamment des services rendus. En d'autres termes il n'y a pas de valeur travail inconditionnelle. La valeur d'un travail varie en fonction de l'intérêt que d'autres lui portent.
Selon l'économiste Philippe Villemus, la valeur du travail dépend surtout de la rareté du travailleur. Dans son livre Le patron, le footballeur et le smicard, il explique le "paradoxe du footballeur et de l'infirmière": les footballeurs stars sont mieux payés que les infirmières, parce qu'ils sont plus rares.

### Filmographie
- Pierre Carles, Attention danger travail, (coréalisé avec Christophe Coello et Stéphane Goxe), 2003
- Pierre Carles, Volem rien foutre al païs, (coréalisé avec Christophe Coello et Stéphane Goxe), 2007